# مقطع نيوتروني
مقطع نيوتروني في فيزياء نووية (بالإنجليزية:neutron cross-section) يعرف المقطع النيوتروني الكلي لعنصر بأنه المساحة الفعالة لذرة من العنصر التي تشترك في تشتت النيوترونات وامتصاص النيوترونات. تمثل تلك المساحة بوحدة سنتيمتر مربع، ونظرا لصغرها وصغر الذرة فقد ابتكر الفزيائيون وحدة صغيرة مناسبة هي البارن.

## التشتت والامتصاص
عند اقتراب أحد النيوترونات نواة الذرة فإما أن تمتصه النواة أو تشتته. فإذا امتصته، فإن النواة تنزاح في جدول النظائر مسافة خانة واحدة لأانها اكتسبت نيوترونا جديدا. وعل سبيل المثال، اليورانيوم-235 يصبح اليورانيوم-236* (وتدل * على أن النواة الجديدة مثارة، أي حالة إثارة). وتلك الطاقة الرائدة لا بد من انطلاقها إلى خارج النواة، ويتم ذلك خلال واحدة من العمليات الآتية.
1. أسهل الطرق أن يغادر النيوترون الذرة ثانيا. فإذا خرج النيوترون في الحال بعد امتصاصه فإنه يخرج مشتتا كما في عمليات التبعثر الأخرى
2. قد تصدر النواة أشعة غاما.
3. قد تتحلل النواة عن طريق تحلل بيتا، حيث يتحول أحد نيوتروناتها إلى بروتون وإلكترون ونقيض نيوترينو إلكتروني(مضاد مادة من النيوترينو).بإصار إلكترون
4. نحو 81% من أنوية اليورانيوم-236* يكون ذو طاقة عالية بحيث تنشطر وتطلق خلال ذلك طاقة في صورة طاقة حركة للأجزاء المنشطرة، وقد يصحب تلك العملية إصدار من واحد إلى خمس من النيوترونات الحرة.

## أنواع مقطع التشتت
يوجد نوعين لمقطع التشتت حيث يوجد تشتت متناسق coherent وتشتت غير متناسق incoherent وتنشأ هاتان من اعتماد تشتت النيورونات على عزمها المغزلي، وعلى تواجد عدة نظائر للعنصر في عينة الهدف.
ونظرا لأن النيوترونات تتشتت على جهد النواة فيتغير مقطع التشتت بتغير العدد الذري للعنصر. ومن النظائر الشهيرة في ذلك الهيدروجين العادي ونظيره الديوتيريوم، فيبلغ المقطع الكلي لتشتت الهيدروجين نحو 10 أضعاف المقطع الكلي لتشتت الديوتيريوم، ويرجع ذلك إلى مقطع التشتت الغير متناسق للهيدروجين. ويتسم الهيدروجين بطول تشتت scattering length غير متناسق أطول من طول التشتت الغير متناسق للديوتيريوم.
ومن خصائص المعادن أنها تكون شبه شفافة للنيوترونات، وأحسن المعادن في درجة شفافيته للنيوترونات الألمونيوم والزركونيوم. وهذا معناه أن مقطع امتصاص الزركونيوم للنيوترونات صغير ولذلك تنفذ النيوترونات بسهولة في الزركونيوم. لذلك يستخدم الزركونيوم في تشكيل الأنابيب المحتوية على الوقود النووي في المفاعلات النووية بحيث لا تمتص النيوترونات الضرورية لسير التفاعل الانشطاري.

## امتصاص نيوترون
إذا تعرض اليورانيوم-234 إلى فيض من النيوترونات فقد تمتص أحد الأنوية نيوترونا طبقا للتفاعل:
* U-234+n = U-235
ينتج عن امتصاص نيوترون n في ذلك التفاعل تحول اليورانيوم-234 إلى اليورانيوم-235*، وتعني النجمة * أن نواة اليورانيوم-235* تكون مثارة (تحوي طاقة زائدة عن المستوي الأرضي). لذلك تطلق نواة اليورانيوم-235* المثارة الطاقة الزائدة على شكل شعاع إكس وتصبح في المستوى الأرضي للطاقة.
U-235*(-X-ray)=U-235
ويحدث أن يمتص اليورانيوم-235 نيوترونا ويتحول إلى اليورانيوم-236* المثار، طبقا للتفاعل:
* U-235+n=U-236
ومن خائص اليورانيوم-236* المثار أنه ينشطر بنسبة 81% وتنطلق منه طاقة.

## اقرأ أيضا
- مقطع تصادم (فيزياء)
- امتصاص (إشعاع كهرومغناطيسي)
- مقطع نووي
- حافة كومبتون
- تأثير كومبتون
- نفاذية (علم البصريات)
- توهين
- طيف امتصاص
- حيود
- جهد يوكاوا